# 双峰宗源
双峰宗源（そうほう そうげん）は、鎌倉時代末期の臨済宗聖一派の僧。

## 経歴・人物
はじめ京都東福寺の円爾の室に入り、その法を継ぐ。弘安6年（1283年）、鎌倉へ下り無学祖元、大休正念らに参じ20余年まなぶ。嘉元3年（1305年）より筑前崇福寺に住し、正和4年（1315年）に東福寺第12世住職となり、桂昌庵を開基。元亨元年（1321年）、南禅寺第7世住職となり、後宇多上皇より双峰禅師の号を賜る。